# 前田さおり
前田 さおり（まえだ さおり、1995年11月30日 - ）は、日本のAV女優。
東京都出身、スタイルワン所属。

## 略歴・人物
2014年にデビューしたロリ系のAV女優。

## 作品

### アダルトDVD
2014年
- 剣道女子大生 AVデビュー!!（11月1日、キャンディ）

2015年
- 担任の風呂なしアパートで「先生大好き。」と言わされながら服従セックスを仕込まれた純粋生徒たち（2月5日、ナチュラルハイ） 他出演：加賀美シュナ、板野有紀、君野由奈
- 痴漢OK娘 VOL.13 眼鏡女子SP（2月19日、ナチュラルハイ） 他出演：椎名みゆ、水沢みゆ、桜咲ひな、さとう愛理
- 美少女即ハメ白書 33（2月20日、ソクハメラボ） 他出演：紗也いつか、槇原愛菜、成海うるみ
- 女子校生お漏らしトイレオナニー盗撮 VOL.12（2月20日、虎堂） 他出演：杉原麻美、中里美穂、楓ゆうか、辻井ゆう、有本紗世、平沢なつ、今村奈帆美、西川りおん、桜ゆい
- 最強の剣道女子大生 真正中出し解禁!!（2月25日、本中）
- 小便チアリーディング（3月6日、OFFICE K'S） 他出演：桜井心菜、小宮山ゆき、真島かおる、桜ゆい、速水優香
- 淫語×愛液 クチュクチュオナニー 6（3月20日、虎堂） 他出演：原千草、桜ゆい、速水優香、星川麻紀、中里美穂
- 素人娘のオマ●コおっぴろげダンス（3月20日、虎堂） 他出演：桜井心菜、鈴森汐那、小西まりえ ほか
- 肉壷（俺専用） さおり（3月25日、ラマ）
- あの剣道少女前田さおり スクープ! 実は声優少女だった! せっかくだから美少女キャラになりきって素人男性宅をドスケベ訪問!（4月23日、Mr.michiru）
- つるつるぺっちゃんの淫行にっき（5月13日、おやゆび姫）
- 噂の放課後JKが働く 非ヌキ系洗体店は内緒の裏サービスで密着マッサージどころか、とんでもない無法痴帯の売○行為の温床だった〜!!（6月13日、マルクス兄弟） 他出演：川原里奈、白咲碧、若月まりあ
- 毎朝通勤途中に見かける女子校生のパンチラをチラ見してたら、気が付いた女子が恥ずかしそうにスカートを押さえて見つめ返してきた件。（6月18日、SWITCH） 他出演：夏海いく、咲田ありな、陽木かれん
- イマドキ小悪魔女子校生が童貞君とドキドキSEX体験! ネット応募のチェリーBOYは年下の小悪魔系素人女子に見栄もプライドもかなぐり捨てて筆下しに成功するのか!?（6月26日、UMANAMI） 他出演：川原里奈、白咲碧、若月まりあ
- 制服レズ交尾 〜2人だけの秘密だよ〜（7月13日、マルクス兄弟）共演：白咲碧 他出演：川原里奈、若月まりあ、土屋あさみ、椎名ゆうき、ましろあい、一ノ瀬瑠璃
- ぴったりフィットする運動用スパッツ履いたスポーツ少女をねぶり尽くす（7月19日、ラマコス）
- 夏休みに妹が友達を連れて帰って来たが、部屋のエアコンが壊れて温室状態に! 扇風機の風なんかじゃ全然涼しくならず汗だくのままなので、上着を脱ぐわ、スカートをめくるわでパンチラ、乳首チラしまくり! そんな姿を見てしまった僕は年下の彼女たちにトギマギしてしまって… 2（8月6日、Hunter） 他出演：佳苗るか、井上みづき、早乙女ゆい、陽木かれん ほか
- 究極のオナサポ W手コキで天国を見ろ!（8月19日、マルクス兄弟）共演：白咲碧　他出演多数
- 敏感な美少女のエッチな日常（9月1日、S-Cute） 他出演：高山えみり、浅倉あすか、川奈まい
- 女子に囲まれて男は僕ひとり!?の王様ゲーム 放課後の教室で女子だけでやっている王様ゲームに遭遇。偶然その場を見てしまった僕は拒否権無しの強制参加! 普段からクラスの女子にはひどい扱いを受けているので、ビビリながらもメンバーに加わったら予想外のオイシイ展開に…。 ［王様の命令は絶対!］このルールのおかげで僕は放課後のエロ大王になれた! 7（9月24日、Hunter） 他出演：武藤つぐみ、なつめ愛莉、葉山美空、浜崎真緒、彩城ゆりな、みなみ愛星 ほか
- 制服の下のエッチな好奇心（10月1日、S-Cute） 他出演：坂口みほの、なごみ、白咲碧、大西りんか
- 未●年アイドル 中出し処女デビュー デビュー前の激レアオマ●コを強制使用（10月8日、親父の個撮）
- 都内某所の優良おっぱいパブでは、1日1時間限定で挿入OK!!との噂が!?このご時世に本当にそんなおっパブが存在するのか徹底検証!! 3（10月9日、SCOOP）共演：涼川絢音、槇原愛菜、西条沙羅 ほか
- うまくいき過ぎてビックリ! セックス出来ちゃいました!! 兄妹のように育った可愛い年下の幼馴染が最近女の体になってきた。そんな彼女を見てどうしてもエロい事をしたいと思い始めてしまったボクが思いついたのは、目隠しをして唇に触れたものが何か当てるというゲームでした。 少々強引過ぎたかと思ったけど、無邪気な彼女はやろうやろうとノリノリで即OK。最初は指や肘などソフトな部分から次第に際どい部分を唇に押し当てていくボク。分かりにくい時は舐めて確かめてもいいという都合のいいルールをぶっ込み、意を決して勃起したチ○ポを幼馴染のプルンプルンの唇に押し当てたら、首をかしげながらチロチロとボクのパンパンになった亀頭を舐めだしました。（10月22日、Hunter） 他出演：長谷川夏樹、白咲碧、陽木かれん、なごみ
- JKの太ももとパンチラの誘惑（11月6日、サルトル映像出版） 他出演：葉里さやか、松浦まいこ、片岡りさ、七星くるみ、愛葉なお
- 図書館で勉強しているうぶな娘に勃起チ○ポを擦りつけ痴漢でマ○コがトロトロになるまで感じさせろ!! 2（11月7日、ゴールデンタイム） 他出演：みなみ愛星、なつめ愛莉、彩城ゆりな ほか
- 幼馴染とHごっこで素股状態! でヌルヌル"ズボ" 小中そして高校生になった今も女の子に全くモテないボクとは対照的に幼馴染はクラスでマドンナ的存在に!!学校では奥手で真面目ぶっているが実は超スケベでHな事に興味津々!!興味あるくせにビビリなもんだから「Hごっこしよう!」と言ってボクでHな事を色々試そうとするんです!ある日、Hごっこだった遊びがエスカレートして素股状態に!!幼馴染の腰の動きが止まらなくなり僕も気持ちよくなり腰を動かしていたら「ダメ、ダメ、それ以上動いたら入っちゃうそれじゃSEXになっちゃう」と息を荒くして… 2（11月12日、Hunter） 他出演：あいか莉乃、なごみ、葉山美空、みなみ愛星
- マイクロビキニでポロリ&マンチラ確定! 初めてのぬるぬるソープ体験!（11月26日、ATOM） 他出演：なごみ、陽木かれん、篠宮ゆり、長谷川夏樹
- なんでこんなエロい格好…いや間違った、なんでこんなひどい格好に…。 誰からも頼られないダメ教師の僕が、女子同士のイジメ現場に遭遇!! すかさず教育的指導を…する勇気もなく、あられもない姿のイジメられっ子に興奮してのぞき見!「助けてあげるフリしてあの体に触れたら…!」と思い声をかけてみると、女子生徒は目を潤ませ僕に助けを求めるどころか急接近してきた！？まさかこんな形で触れ合えるなんて！と教師の立場を忘れてスケベ心を優先させた結果…（12月10日、Hunter） 他出演：杏咲望、なつめ愛莉、蛯名りな、森保さな